# زهاو وي
زهاو وي (بالصينية: 赵伟) (3 فبراير 1989 بداليان في الصين - ) هو لاعب كرة قدم صيني في مركز الوسط. لعب مع شاوكسينج كيكياو يوجيا.

## روابط خارجية
- زهاو وي على موقع قاعدة بيانات كرة القدم.إي يو (الإنجليزية)
- زهاو وي على موقع Soccerway.com (الإنجليزية)